# Midwest
Pour les articles homonymes, voir West.

Le Midwest des États-Unis.

Le Midwest (aussi appelé Middle West ou Midwestern United States en anglais) est une région des États-Unis comprenant les États de la côte des Grands Lacs, et la majeure partie de la Corn Belt, qui débouche vers l'ouest sur les Grandes Plaines. Selon la définition officielle du Bureau du recensement des États-Unis, la région du Midwest comprend douze États : le Dakota du Nord, le Dakota du Sud, l'Illinois, l'Indiana, l'Iowa, le Kansas, le Michigan, le Minnesota, le Missouri, le Nebraska, l'Ohio et le Wisconsin.

## Présentation

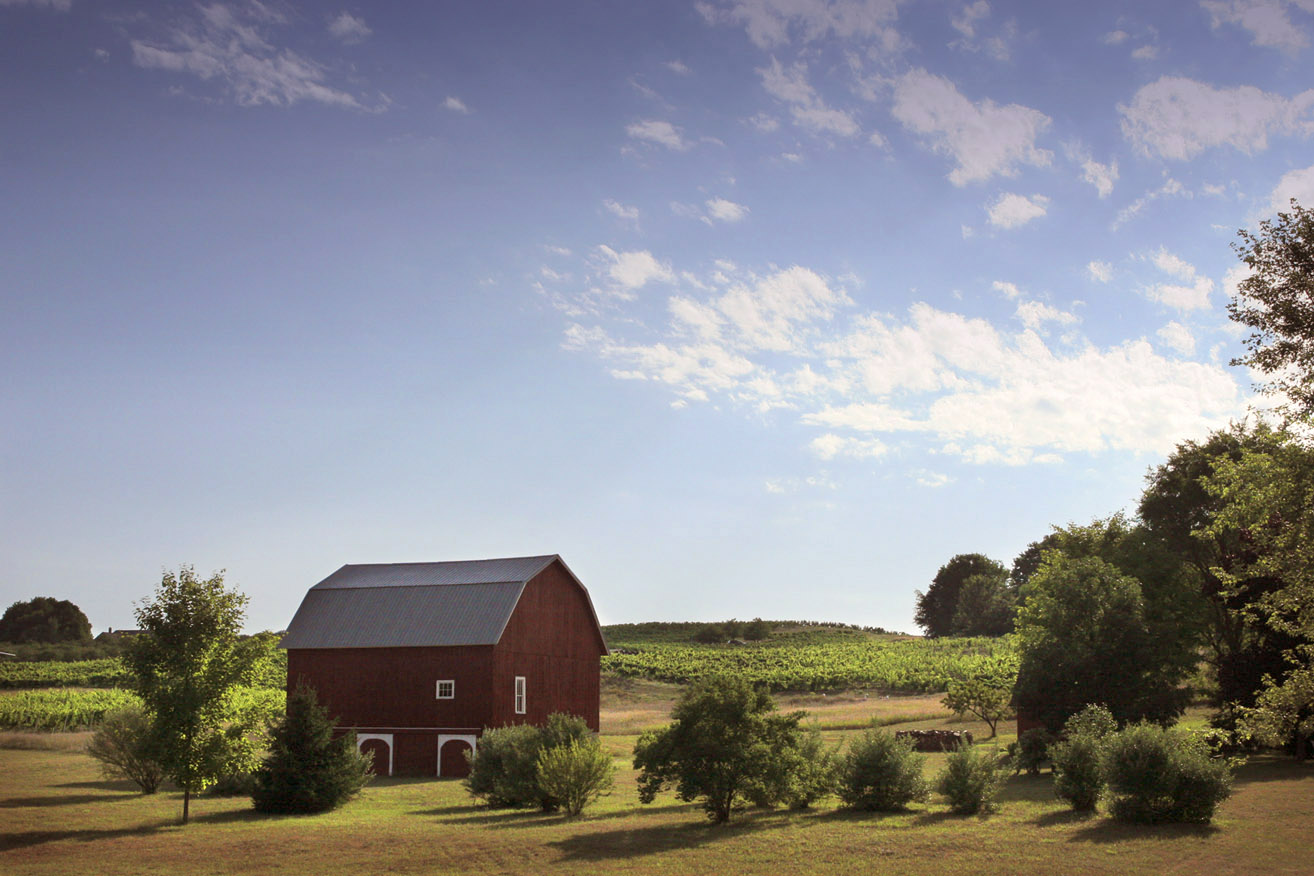
Une ferme dans le Michigan.

Le nom Midwest signifie « Mi-Ouest » en anglais, car cette région à l'est des Rocheuses était perçue comme à mi-chemin entre les côtes est et ouest. Jadis recouvert par la Prairie, c’est aujourd'hui là que se situe le grenier à blé des États-Unis, aux exploitations agricoles intensives et performantes, mais aussi le cœur sociologique de l'Amérique rurale.

## Géographie
Les États du Midwest n'étant pas vraiment au centre-ouest des États-Unis, une appellation plus logique pourrait être « Les États de la partie nord du centre » (principalement pour les États des Grandes Plaines, ou « Les États du nord-est central » (pour les États des Grands Lacs), mais ces termes sont majoritairement utilisés pour des descriptions techniques de la région, alors qu'à l'oral Midwest sera préférentiellement employé. L'appellation « Midwest » vient de l'époque précédant l'achat de la Louisiane à la France, quand les États comme l'Illinois, le Wisconsin, et le Michigan étaient au centre du front occidental américain.

### Composition de la région
Origine des États du Midwest :
- Illinois : Province de Québec, en 1783
- Indiana : Province de Québec, en 1783
- Iowa : Louisiane, en 1803
- Michigan : Province de Québec, en 1783
- Minnesota : pour une partie de la Province de Québec, en 1783, et pour une autre de la Louisiane, en 1803
- Missouri : Louisiane, en 1803
- Ohio : Province de Québec, en 1783
- Wisconsin : Province de Québec, en 1783
- Dakota du Nord : Louisiane, en 1803
- Dakota du Sud : Louisiane, en 1803
- Kansas : Louisiane, en 1803
- Nebraska : Louisiane, en 1803

## Démographie
La population du Midwest en 2020 est de 69 millions d'habitants, soit légèrement plus que la France. Avec ses 2,7 millions d'habitants (9,6 pour l'agglomération), Chicago dans l'Illinois, est le centre névralgique et la plus grande ville de la région. Détroit, Indianapolis, Milwaukee, Cleveland, Saint-Louis, Minneapolis, Cincinnati, Omaha, Columbus, Kansas City et Wichita sont d'autres villes importantes de la région.

### Origines ancestrales
D'après le Statistical Atlas de 2016, les habitants du Midwest se déclarent comme étant principalement d'origine allemande (27,5 %), irlandaise (12,5 %), anglaise (8 %), américaine (6,6 %), mexicaine (5,4 %), polonaise (5,3 %), italienne (4,4 %), norvégienne (3,3 %), française (2,9 %) et néerlandaise (2,4 %).

## Agriculture
L’agriculture du Midwest américain descend de l’agriculture familiale et traditionnelle des origines du pays et cela se voit dans les analyses. En effet, la surface moyenne des exploitations dans le Midwest est dix fois plus petite que les grandes exploitations de l'État de Californie. Par contre, si la comparaison se porte sur les chiffres d’affaires, ceux des exploitations des États du Midwest sont moins de deux fois plus petits que celui de leurs homologues californiennes. Les entreprises familiales les plus importantes sont pour la plupart endettées, mais arrivent tout de même à rester productives, principalement dans les céréales et l’élevage. Les plus petites fermes du Midwest, proches des villes, possèdent souvent différentes sources de revenus pour survivre, notamment le tourisme, venu des zones urbaines, qui prend de plus en plus d’importance.
Même si les plaines du Midwest cultivent de nombreuses espèces différentes, certaines productions sont préférées à d’autres. Le maïs est la culture principale, car correspondant parfaitement au climat chaud et humide de l’été, le blé, céréale polyvalente, est également cultivé, même si le soja, qui reste le meilleur complément à la culture du maïs, est la seconde production dans ces territoires. En ce qui concerne l’élevage, alors que la production laitière et l’élevage avicole se sont plutôt déplacés vers les États du Sud et de l’Est du pays, l’élevage porcin reste l’apanage des petites fermes familiales du Midwest.
La force de l’agriculture américaine provient de sa polyvalence et de ses nombreuses cultures différentes, permises par les différents climats et types de sols du pays. Pourtant, cela les rend également plus sensibles et vulnérables aux changements climatiques. En effet, les cultures américaines ont été développées pour un climat bien spécifique dans un sol bien spécifique ; un changement minime de température peut bousculer totalement les récoltes de l’année. Les principaux problèmes dus aux grands changements climatiques auxquels les farmers font face sont : la hausse de la température et l’érosion du sol. Ces problèmes peuvent se transformer en opportunités s’ils sont détectés et anticipés à temps, permettant une adaptation rapide. Cette adaptation peut se faire à différents niveaux, que ce soit celui des agriculteurs, des institutions, mais aussi à celui de l'économie générale du pays. Heureusement, l’agriculture américaine dispose d'un bon cadre institutionnel, économique et scientifique, indispensable pour contrer ou corriger ces effets. Le Midwest, tout comme le reste du pays, s’adapte donc déjà aux changements climatiques, notamment en utilisant les cultures les plus adaptées aux différents climats locaux et types de sols, mais aussi via l’irrigation employée à son optimum, ou en laissant certaines terres aux repos,
Différents modèles ont vu le jour, afin d’optimiser l’utilisation des terres et la rotation des cultures. Le Purdue University Crop/Livestock Linear Programming Model a, par exemple, tenté de déterminer les rotations les plus productives, et a défini six rotations de cultures, avec des combinaisons de différentes variétés. Ce modèle a également permis de déterminer le meilleur pourcentage des terres attribuées à chaque culture. Il en est ressorti que la culture du soja devait être augmentée, alors que celle du blé devait, elle, être diminuée. Toutes ces prévisions ont été créées sur la base des résultats des récoltes de 1990 à 1999 et vont jusqu’à 2040-2059. On peut constater que, sur la première période, dix régions étudiées sur onze cultivaient le blé, alors que dans les dernières prévisions pour 2040, il n’y aurait plus qu’une région qui cultiverait du blé. D’autres modèles ont vu jour afin d’estimer les conséquences du changement climatique et de l’érosion du sol dans le Midwest, toutes ont conclu que le soja devait prendre le pas sur le maïs et le blé, du fait qu'il est plus demandé, plus adapté mais aussi moins usant pour les sols que ses deux cousins.
Le Global Change Assessment Model (GCAM) est, lui, un modèle international qui s’est également penché sur le cas du Midwest des États-Unis. Il a une vision des choses plus globale, et divise la planète en fonction des différents climats, afin d’améliorer les choses dans le monde entier. Il a mis en exergue la productivité des cultures de la région étudiée et l’a considérée indispensable. La faible génération de carbone devrait toutefois être compensée par la plantation de forêt sur d’autres terres moins productives. Tout comme les cultures bioénergétiques qui, elles-aussi, auraient davantage d’utilité sur des terres moins productives que celles du Midwest.